# Mošeja Host
Mošeja Host, tudi Glavna mošeja Host je mošeja v mestu Host v vzhodnem Afganistanu. V kateri koli molitvi lahko sprejme do 2000 vernikov.
Pomembno je omeniti, da ima mesto Host številne druge manjše mošeje, o katerih v novicah poročajo tudi kot o mošeji Khost.